# Lista consilierilor prezidențiali ai României
 Acest articol prezintă lista consilierilor prezidențiali, ai președinților României, după 1989.

## Administrația Iliescu1990-1992
- Vasile Secăreș - Consilier Prezidențial, șef al Departamentului de analiză politică
- Dan-Mircea Popescu - Consilier Prezidențial, Direcția pentru politică internă
- Marius Guran - Consilier Prezidențial, Direcția pentru știință, învățământ și cultură
- Florin Bucur Vasilescu - Consilier Prezidențial, Direcția juridică
- Ioan Talpeș - Consilier Prezidențial, Direcția pentru probleme militare și ordine publică
- Ioan Mircea Pașcu - Consilier Prezidențial, Direcția pentru politică externă
- Iosif Boda - Consilier prezidențial

## Administrația Iliescu1992-1996
Departamentul apărare și siguranță națională
- Vasile Ionel - Consilier prezidențial

Departamentul politică externă
- Traian Chebeleu - Consilier prezidențial

Departamentul politică internă
- Iosif Boda - Consilier prezidențial (1992-1994)
- Dan Iosif - Consilier prezidențial

Departamentul pe probleme economice și reformă
- Mișu Negrițoiu - Consilier prezidențial

Departamentul știință, învățământ și cultură
- Marius Guran - Consilier prezidențial
- Victor Opaschi - Consilier de stat pentru cultură și culte

## Administrația Constantinescu1996-2000
Departamentul de Securitate Națională, Apărare, Siguranță și Ordine Publică
- Dorin Marian - Consilier prezidențial și șef al Administrației Prezidențiale
- Constantin Degeratu - Consilier prezidențial

Departamentul de Politică Internă și Externă
- Zoe Petre - Consilier prezidențial (1996-2000)
- Dan Petre - Consilier de stat pe probleme de politică externă

Departamentul pentru probleme interguvernamentale, neguvernamentale și administrație locală, cancelarie și protocol
- Cătălin Harnagea - Consilier prezidențial (1996-1997)
- Lia Zotovici - Consilier de stat pentru relații publice
- Răsvan Popescu - Consilier de stat, purtător de cuvânt (1999-2000)

Departamentul Juridic
- Sorin Moisescu - Consilier prezidențial (1997)

Departamentul Economic
- Marian Valentin Ionescu - Consilier prezidențial

Șef de cabinet al Președintelui României
- Mugur Ciuvică - Consilier prezidențial (1996-2000)

Consilieri de stat:
- Anca Calangiu - Consilier de stat
- Luminița Petrescu - Consilier de stat
- Gheorghe Huiu - Consilier de stat
- Ioan Dimitriu - Consilier de stat
- Traian-Radu Negrei - Consilier de stat
- Radu-Petru Jura Păun - Consilier de stat
- Gheorghe Vlad Nistor - Consilier de stat
- Alexandra Caracoti - Consilier de stat
- Stan Cristinel Mugurel - Consilier de stat

Cancelaria Ordinelor
- Dumitru Floricel Marinescu - Consilier de stat

Consilieri personali
- Sorin Alexandrescu - Consilier personal pentru cultură și educație (1999-2000)
- Dan Căpățână - Consilier personal

## Administrația Iliescu2000-2004
Departamentul Securității Naționale
- General Ioan Talpeș - Consilier Prezidențial și șef al Administrației Prezidențiale
- Amiral Emil Cico Dumitrescu - Consilier de stat

Departamentul de Relații cu Presa și Comunicare
- Corina Crețu - Consilier Prezidențial
- Gheorghe Constantinescu - Consilier de stat
- Aurel Zăinescu - Consilier de stat

Departamentul de Politică Internă
- Octavian Știreanu - Consilier Prezidențial
- Victor Opaschi - Consilier de stat pentru cultură și culte
- Sorin Stanciu - Consilier de stat pentru relațiile publice

Departamentul de Politică Externă
- Simona Miculescu - Consilier Prezidențial
- Eugen Mihăescu - Consilier de stat pentru relația cu Diaspora

Departamentul de Politici Economice
- Gheorghe Zaman - Consilier Prezidențial

Departamentul pentru problemele legislative
- Mihai Constantinescu - Consilier Prezidențial
- Petre Ninosu consilier de stat

Cancelaria Ordinelor
- Gheorghe Angelescu - Consilier de Stat

Compartimentul Protocol
- Dumitru Honciu - Consilier de Stat

Compartimentul Personal - Organizare
- Dan Vuerich - Consilier de Stat

## Administrația Băsescu2004-2008
Departamentul Securității Naționale
- Mihai Stănișoară - Consilier prezidențial
- Sergiu Medar - Consilier prezidențial
- Vasile Blaga - Consilier prezidențial
- Constantin Degeratu - Consilier de Stat
- Daniel Andrei Moldoveanu - Consilier de Stat
- Viorel Bârloiu - Consilier de Stat

Departamentul Constituțional Legislativ
- Ștefan Deaconu - Consilier prezidențial
- Renate Weber - Consilier prezidențial
- Silviu Gabriel Barbu - Consilier de Stat

Departamentul pentru Relația cu Autoritățile Publice și Societatea Civilă (fostul Departament de Politică Internă)
- Teodor Baconschi - Consilier prezidențial
- Claudiu Săftoiu - Consilier prezidențial
- Alexandru Gheorghe Gussi - Consilier de Stat
- Bogdan Tătaru-Cazaban - Consilier de Stat pe probleme de Cultură și Culte
- Gabriel-Cristian Piscociu - Consilier de Stat pe Probleme cetățenești
- Maria Bitang - Consilier de Stat pentru Promovarea sportului
- Octavian Belu - Consilier de Stat pentru Promovarea sportului
- Valeria Dorneanu - Consilier de Stat
- Sorin Ștefan Stanciu - Consilier de Stat

Departamentul de Planificare și Analiză Politică
- Sebastian-Laurențiu Lăzăroiu - Consilier prezidențial

Departamentul Relații Internaționale
- Anca Ileana Ilinoiu - Consilier prezidențial
- Andrei Pleșu - Consilier prezidențial
- Maria Ciobanu - Consilier de Stat
- Ghiorghi Prisăcaru - Consilier de Stat

Departamentul de Politici Economice și Sociale
- Bujor-Bogdan Teodoriu - Consilier prezidențial
- Theodor Stolojan - Consilier prezidențial
- Bogdan Marius Chirițoiu - Consilier de Stat

Departamentul de Sănătate Publică
- Virgil Păunescu - Consilier prezidențial

Departamentul de Educație și Cercetare
- Cristian Preda - Consilier prezidențial

Departamentul de Comunicare Publică
- Adriana Săftoiu - Consilier prezidențial
- Valeriu Turcan - Consilier de Stat
- Andrei Alexandru - Consilier de Stat
- Cătălin Sorin Dumitru - Consilier de Stat

Departamentul Financiar și de Logistică
- Andreia Cristina Iana - Consilier de Stat

Compartimentul Protocol
- Ion Pascu - Consilier de Stat
- Dumitru Honciu - Consilier de Stat

Cancelaria Președintelui
- Alexandru-Octavi Stănescu - Consilier prezidențial
- Elena Udrea - Consilier de stat
- Stana Anghelescu - Consilier de stat
- Cătălin Avramescu - Consilier de stat

Cancelaria Ordinelor
- Gheorghe Angelescu - Consilier de Stat

Compartimentul Personal - Organizare
- Dan Vuerich - Consilier de Stat

Consilieri personali
- Hughes de Chavagnac - Consilier pe probleme de integrare europeană (2005-..)
- Rupert Llewellyn Vining - Consilier pe strategii anti-corupție (2005-2007)
- David Broucher - Consilier pentru afaceri europene (2005-2006)
- Klaus Werner Grewlich - Consilier pentru afaceri guvernamentale (2005-2006)

## Legături externe
- Consilierii președintelui, presidency.ro